# Cumhuriyet
Cumhuriyet ([dʒumhuːɾiˈjet], Ausspracheⓘ, deutsch „Republik“) ist eine türkische überregionale Tageszeitung mit Redaktionssitz in Istanbul. Sie zählt zu den ältesten Tageszeitungen des Landes. 1924 wurde sie von dem Journalisten Yunus Nadi Abalıoğlu gegründet. Die Wochenzeitung Cumhuriyet Hafta erschien 1990 erstmals mit einer speziellen Ausgabe in Deutschland. Die zuvor als mitte-links geltende Blattlinie wurde durch den im September 2018 neu gewählten Stiftungsvorstand in kemalistisch-nationalistisch geändert.
Medienjournalisten bezeichneten die Zeitung als seriös, intellektuell und zum Teil als investigativ. Sie ist im Gegensatz zu vielen anderen Tageszeitungen eher text- als bildlastig gestaltet und verwendet im Unterschied zu den großen Boulevardzeitungen einen differenzierten Schreibstil. Die Zeitung erreicht eine Auflage von etwa 75.000 verkauften Exemplaren. Eurotopics bezeichnet sie als „eine der letzten oppositionellen Zeitungen der Türkei“.

## Geschichte
1981 bis 1982 war Hasan Cemal der Chefredakteur; zu den langjährigen Korrespondenten zählt Mustafa Balbay. Die Zeitung und ihre Redakteure waren jahrzehntelang politisch motivierten Anschlägen und staatlichen Repressionen ausgesetzt und sind dies auch seit dem Putschversuch von Armeeeinheiten Mitte Juli 2016.

### Politisch motivierte Attentate 1979–1999
- Server Tanilli (1931–2011), Cumhuriyet-Autor und Dozent für Verfassungsrecht an der Universität Istanbul, wurde am 7. April 1978 auf dem Heimweg mit einer Schusswaffe angegriffen und war seitdem von der Hüfte abwärts gelähmt.
- Cavit Orhan Tütengil (1921–1979), Cumhuriyet-Autor und Leiter des Instituts für Soziologie an der Universität Istanbul, wurde am 7. Dezember 1979 an einer Bushaltestelle im Istanbuler Stadtteil Levent von vier bewaffneten Angreifern getötet.
- Bei der Beisetzung Tütengils kam es zu Tumulten, bei denen der Fernsehproduzent und Cumhuriyet-Autor Ümit Kaftancıoğlu (1935–1980) verletzt wurde. Am 11. April 1980 wurde Kaftancıoğlu von zwei bewaffneten Angreifern im Istanbuler Stadtteil Mecidiyeköy getötet. Als Mittäter konnte Ahmet Mustafa Kıvılcım ermittelt werden, ein militanter Anhänger der rechtsextremen Ülkücü-Bewegung. Er wurde zunächst zu lebenslanger Haft verurteilt, das Urteil wurde jedoch von einem Militärgericht reduziert, da er Mittäter und nicht Haupttäter sei. Nach vier Jahren wurde Kıvılcım aus der Haft entlassen.[8]
- Muammer Aksoy (* 1917), Rechtsanwalt, Vorsitzender des kemalistisch-laizistischen Atatürkçü Düşünce Derneği (ADD) und Cumhuriyet-Autor, wurde am 31. Januar 1990 in Ankara auf dem Heimweg erschossen.
- Bahriye Üçok (1919–1990), eine ehemalige Lehrbeauftragte an der Theologischen Fakultät der Universität Ankara, Funktionärin der sozialdemokratisch-laizistischen Sozialdemokratischen Populistischen Partei (Sosyaldemokrat Halkçı Parti, SHP) sowie Cumhuriyet-Autorin, starb am 6. Oktober 1990 bei der Explosion einer Paketbombe, die an ihre private Wohnadresse verschickt wurde.
- Der Journalist und Autor Uğur Mumcu (1942–1993) wurde getötet, als am 24. Januar 1993 eine in seinem Auto installierte Bombe detonierte.
- Der Filmemacher und Cumhuriyet-Autor Onar Kutlar (* 1936) wurde am 30. Dezember 1994 bei der Detonation einer Bombe in der Patisserie des Hotels „The Marmara“ in Istanbul schwer verletzt und erlag 12 Tage später seinen Verletzungen.
- Ahmet Taner Kışlalı (1939–1999), ehemaliger Kulturminister der Türkei[9], stellvertretender Vorsitzender des Atatürkçü Düşünce Derneği, Lehrbeauftragter der Fakultät für Kommunikation der Universität Ankara und Cumhuriyet-Autor, starb am 21. Oktober 1999 durch eine vor seinem Wohnhaus explodierende Bombe.

### Repressionen seit 1999
Die Cumhuriyet beklagt eine Vielzahl staatlicher Gängelungs- und Repressionsversuche unter der seit 2002 regierenden AKP. Eurotopics benutzt folgende Beschreibung: „Das säkulare Qualitätsblatt Cumhuriyet gilt als eine der letzten oppositionellen Zeitungen der Türkei.“ Seit der Übernahme der Chefredaktion durch Can Dündar 2015 galt sie als "weniger kemalistisch".

#### Ermittlungen wegen Veröffentlichung derCharlie-Hebdo-Karikatur
Im Januar 2015 wurde gegen die Zeitung von türkischen Behörden ermittelt und Auslieferungsfahrzeuge ergebnislos durchsucht. Ein türkisches Gericht hatte die Veröffentlichung des neuen Titelbilds des Satiremagazins Charlie Hebdo verboten, die Zeitung hatte Bilder und Karikaturen aus Charlie Hebdo in einer Beilage veröffentlicht.

#### Ermittlungen wegen Berichterstattung über Munitionslieferungen nach Syrien
Die Cumhuriyet berichtete am 29. Mai 2015 unter der Überschrift "İşte Erdoğan'ın yok dediği silahlar" („Hier sind die Waffen, die Erdoğan leugnet“) über Munition, die der türkische Geheimdienst MIT im Jahr 2014 per LKW ihrer Meinung nach an islamistische Milizen in Syrien geliefert hat.
Die türkische Telekommunikationsbehörde untersagte der Zeitung umgehend die weitere Veröffentlichung der Nachricht und berief sich auf das Eilurteil 2015/1330 des 8. Istanbuler Friedensgerichtes (8. Sulh Ceza Hakimliği).
Im Oktober 2015 durchsuchte die türkische Staatsanwaltschaft im Zuge des Cumhuriyet-Prozesses die Büros von Cumhuriyet in Istanbul und Ankara. Am 26. November 2015 wurden der Chefredakteur Can Dündar und der Leiter des Hauptstadtbüros Erdem Gül wegen des Verdachts der Spionage, der Mitgliedschaft in einer terroristischen Vereinigung und der Verbreitung von Staatsgeheimnissen festgenommen. Am 25. Februar 2016 erklärte das türkische Verfassungsgericht die Verhängung der Untersuchungshaft gegen Dündar und Gül für nicht rechtens. Es seien ihre Rechte auf persönliche Freiheit und Sicherheit verletzt worden. Can Dündar und Erdem Gül wurden daraufhin am 26. Februar 2016 aus der Untersuchungshaft entlassen. Dessen ungeachtet wurde der Beginn des Prozesses gegen die Journalisten für den 25. März 2016 angesetzt.

#### Vorwurf der Internetblockade

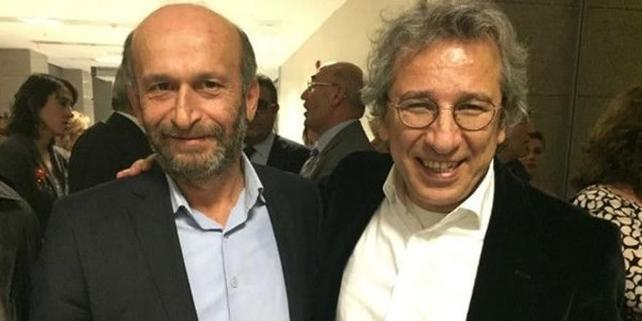
Erdem Gül und Can Dündar (2016)

Am 7. September 2015 behauptete Cumhuriyet, dass der Zugang türkischer Nutzer zu ihren Servern und somit zu ihrer Website durch die Provider Türk Telekom, TTNET, PTT, CELL und Uydunet mutwillig blockiert werde. Dies stellte die Zeitung als politisch motivierte und illegale De-facto-Zensurmaßnahme der Provider dar. Das trotz Privatisierung unter starkem staatlichen Einfluss stehende Unternehmen Türk Telekom, das die Infrastruktur türkischer Internetprovider bereitstellt und betreibt, wies diese Darstellung in einer Erklärung zurück.
Als konkreten Anlass nannte die Zeitung die Veröffentlichung eines politisch umstrittenen Zitates aus einem Interview des Präsidenten Erdoğan, welches tags zuvor ohne Beanstandung von diversen Fernsehsendern landesweit ausgestrahlt wurde. Die Türkische Journalistenvereinigung TGC erklärte durch ihren Vorsitzenden Turgay Olcato, dass es sich eindeutig um Zensurmaßnahmen handele, die im Zusammenhang mit der bevorstehenden Parlamentswahl betrachtet werden müssten. Die Vorsitzende des türkischen Presserates, Pınar Türen, ließ sich mit den Worten zitieren, dass es sich bei den von Cumhuriyet geschilderten Vorgängen um „offensichtliche Zensur“ handele.
Die Zeitung erklärte, dass sie bei der Staatsanwaltschaft Istanbul über ihre Anwälte Anzeige gestellt habe, um die für die Blockade Verantwortlichen zu identifizieren und strafrechtlich belangen zu lassen. Muharrem Erkek, der Parlamentsabgeordnete der Republikanischen Volkspartei (Cumhuriyet Halk Partisi, CHP) für die Provinz Çanakkale, forderte den türkischen Ministerpräsidenten Ahmet Davutoğlu am 14. September 2015 in einer parlamentarischen Anfrage auf, zu diesen Vorgängen Stellung zu beziehen.
Cumhuriyet veröffentlichte detaillierte Anweisungen, wie türkische Nutzer die „Sperren“ mittels Browser-Plugins, VPN-Verbindungen sowie der Einwahl über Google DNS, Norton DNS und Uydunet DNS umgehen können.

#### Rücktritt Dündars und Verhaftungen
Am 15. August 2016 gab der derzeit im Exil lebende Can Dündar bekannt, dass er von seinem Amt als Chefredakteur zurücktritt. In dem Artikel, der in der Cumhuriyet publiziert wurde, schrieb Dündar, er werde seine Erfahrungen bei der Zeitung niemals vergessen, seine Kolumne werde er weiterführen.

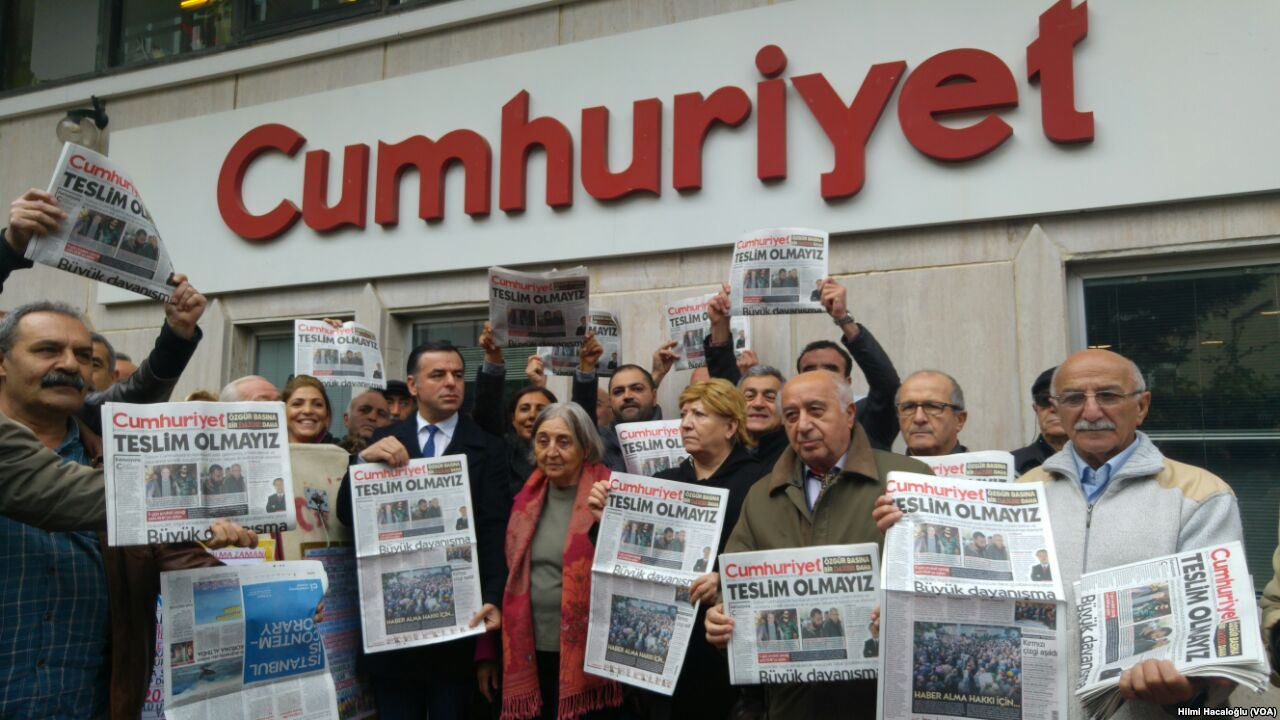
Proteste gegen Verhaftungen vor der Cumhuriyet-Redaktion in Istanbul

Am 31. Oktober 2016 wurden Wohnungen von Managern und Redakteuren der Zeitung durchsucht. Der neue Chefredakteur Murat Sabuncu und weitere Mitarbeiter der Zeitung wurden festgenommen. Die staatliche Nachrichtenagentur Anadolu berichtete, dass die Ermittler außerdem nach dem Redakteur Güray Öz fahnden. Der Nachrichtensender CNN Türk berichtete, es seien insgesamt 13 Festnahmen gegen Mitarbeiter der Zeitung verfügt worden. Am 11. November 2016 berichtete die Cumhuriyet, dass der Herausgeber der Zeitung, Akin Atalay, am Flughafen Istanbul-Atatürk verhaftet wurde.
Die Staatsanwaltschaft warf der Zeitung vor, die terroristische PKK und die Bewegung des Predigers Fethullah Gülen unterstützt zu haben.
Außer Murat Sabuncu wurden Turhan Günay, leitender Redakteur der Literaturbeilage; Hikmet Çetinkaya, seit 50 Jahren Autor der Zeitung; Aydin Engin, Ex-Chefredakteur und Autor; Güray Öz, Vorstandsmitglied und Autor; Hakan Kara, Autor und Ex-Umweltredakteur; Musa Kart, langjähriger Karikaturist der Zeitung; Bülent Utku, Vorstandsmitglied und Ex-Justitiar; Mustafa Kemal Güngör, Vorstandsmitglied und Justitiar; Önder Çelik, Vorstandsmitglied; Bülent Yener, ehemaliges Vorstandsmitglied; Kadri Gürsel, Berater der Chefredaktion; Günseli Özaltay, Prokuristin festgenommen. Nebil Ozgentürk, Vorstandsmitglied und Autor sowie Akın Atalay, Vorstandsvorsitzender und Ex-Justitiar sollten ebenfalls festgenommen werden, befanden sich aber im Ausland. Orhan Erinç, Stiftungsvorsitzender wurde aus Altersgründen nicht festgenommen. Weiterhin wurde nach Müslüm Özışık und Nail İnan gesucht.
Am 12. Mai 2017 wurde der Chefredakteur für die Onlineausgabe der Cumhuriyet, Oğuz Güven, festgenommen. Am 21. November desselben Jahres wurde er zu drei Jahren und einem Monat Haft verurteilt. Er wurde für schuldig befunden, „Terrorpropaganda“ für die Hizmet-Bewegung gemacht zu haben. Zudem soll er die Methoden der verbotenen Arbeiterpartei Kurdistans (PKK) „legitimiert“ haben. Hintergrund war ein Tweet vom offiziellen Twitter-Account der Zeitung, in dem er sich über den Unfalltod des Staatsanwaltes Mustafa Alper geäußert und den Tweet aber umgehend korrigiert hatte.
Am 24. Juli 2017 begann in Istanbul der Prozess gegen 17 ehemalige und derzeitige Mitarbeiter der Zeitung.
Am 9. März 2018 ordnete ein Gericht unter Auflagen die Freilassung von Chefredakteur Murat Sabuncu und von Journalist Ahmet Şık an, die beide über 400 Tage in Untersuchungshaft gesessen hatten. Herausgeber Akın Atalay blieb in Untersuchungshaft.

#### Paradise-Papers und die Familie Yıldırım
Am 13. November 2017 wurde bekannt, dass Ministerpräsident Yıldırım Cumhuriyet verklagt. Cumhuriyet hatte zuvor im Rahmen der Paradise Papers berichtet, dass Yıldırıms zwei Söhne offenbar mehrere Offshore-Firmen besitzen. Die drei fordern mit den Behauptungen 'Verletzung von Persönlichkeitsrechten' und 'Verleumdung' ein Schmerzensgeld in Höhe von umgerechnet etwa 110.000 Euro.

### Neue Ausrichtung
Im September 2018 wurde der Vorstand jener Stiftung neu gewählt, der die Zeitung gehört. Dieser Umstand wurde allerdings erst durch einen Gerichtsprozess ermöglicht. Stiftungsvorstand wurde Alev Coşkun, dessen Gremium wie auch er selbst als nationalistisch eingestuft wird, womit die Ausrichtung der Zeitung von bislang sozialdemokratisch in nationalistisch-kemalistisch geändert wurde. Der bis dahin als Chefredakteur tätige Murat Sabuncu trat daraufhin zurück und wurde von Aykut Küçükkaya ersetzt. Im ersten Leitartikel wurde angegeben, dass man “wieder zu den Prinzipien Atatürks zurückzukehren” werde. Metin Feyzioğlu, Vorsitzender der Türkischen Anwaltsvereinigung, begrüßte die neue Blattlinie.

## Auszeichnungen und Ehrungen
Am 22. September 2016 wurde bekannt gegeben, dass der Zeitung der als „alternativer Nobelpreis“ bekannte Right Livelihood Award verliehen wird.